# Seigneurie du Rosemont
Pour les articles homonymes, voir Rosemont.
 (juin 2018).
Si vous disposez d'ouvrages ou d'articles de référence ou si vous connaissez des sites web de qualité traitant du thème abordé ici, merci de compléter l'article en donnant les références utiles à sa vérifiabilité et en les liant à la section « Notes et références ».

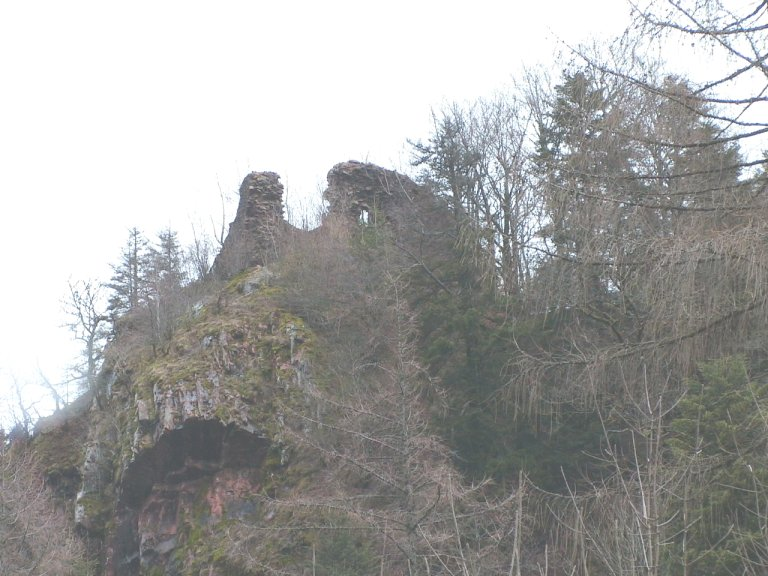
Ruines du Château du Rosemont

La Seigneurie du Rosemont (en allemand Rosenfels) était un fief dont le chef-lieu fut, dès son origine, situé au château du Rosemont, dont on peut encore voir les ruines à Vescemont, dans le nord du Territoire de Belfort. Elle était bordée au nord par le Massif des Vosges.

## Chronologie
Dès la période gallo-romaine, une voie reliant le pays des Lingons à l'Alsace passait au pied des Vosges. Un diverticule reliant cette voie à la vallée de la Moselle aurait passé par la vallée de Riervescemont et en particulier en son endroit le plus étroit, au pied d'un verrou glaciaire dominant le passage et la Rosemontoise, qui pourrait avoir été surmonté d'une tour de guet avant qu'y soit construit le  château du Rosemont. 
XIe siècle constitution de la seigneurie par Louis de Mousson, comte de Montbéliard. C'est vraisemblablement à cette époque que fut édifié le château abritant un lieutenant représentant le comte.
- La seigneurie comporte trois mairies :
  - Mairie de la Burg ou du Val : villages de Chaux, Giromagny, Grosmagny, Lachapelle-sous-Chaux, Lepuix-Gy, Rougegoutte, Sermamagny, Vescemont et le château du Rosemont.
  - Mairie d'Evette : villages de Éloie, Essert, Évette-Salbert et Valdoie
  - Mairie de Banvillars : villages de Argiésans de Banvillars et Urcerey
- 1333 La seigneurie passe au Comté de Ferrette et à la Maison d'Autriche en 1347.
- 1351 Albert d'Autriche, seigneur du Rosemont acquiert Meroux et Vézelois de sa belle-sœur Ursule de Ferrette et les ajoute à la seigneurie en tant que nouvelle mairie.
- 1354 Les villages de Étueffont, Anjoutey et Petitmagny sont détachés de la Seigneurie de Rougemont et incorporés dans celle du Rosemont.
- 1525 La Guerre des Paysans éclate : un certain Jean André, de Chaux, dirige une bande de Rosemontois révoltés contre les possédants et exploiteurs.

Le XVIe siècle est celui du développement de l'industrie minière : plomb, cuivre mais surtout argent sont extraits des mines de Giromagny et de Lepuix et fondus grâce au bois venant des forêts du Rosemont. Cette vocation industrielle se poursuivra jusqu'à nos jours.

## Le chant du Rosemont
Cette ballade ancienne, chantée en franc-comtois, célèbre la mémoire de Généry (ou Jean Neury) et de Richard Prévôt (chef d'une troupe de paysans qui participa à la Guerre des Paysans ayant agité le monde germanique en 1525.
ço d'Généry de Vescemont, que Due le boute en gloire

Al o vortchie tros djous, tros neus por rassembia son monde

Al o vortchie ...

Adue veu dire, Reucha Preveux, veus qu'a veute bonnîre.

Nezu l'ans layi là dedans Tcha, dedans Tcha la djeulie

Où i a laichie cinq cent piétons por vadjai la bonnîre.

Dechu la breutche di Vadeau neu rancontans dé mires

Et tant piétons que cavailies neuz étins quinze mille

Détchassie vos, cos de de Béfô, por pessa la revîre.

C'qui n'saront pessa lou pont pessrant dans la revîre.

Regaidje en hâ, regaidje en bé, ne sa qué tchemin panre

Al en tirie en contre-vâ, devé lai croux de pîre

Dechu la breutche des Ainans neuz an repris la pridje

Tos les pos et tos les motons, tote la boirdgerie.

Al ai piqua s'tchouva moirat por satai lai barîre

Son tchapai a tchu en dèrie, no voyu le reçudre

Tos lais dgens de Djéromingny tchaulin quement des andges

Et tos cé de Serminmingny brelin quement des tchîvres

S'il avint pessa poi Angeot, revenu poi Larivîre

Tos les afants di Rosemont s'rint tos avu des chires.

En voici une traduction en français du XIXe siècle.
C'est Jean Neury de Vescemont, que Dieu le boute en gloire

Il a marché trois jours et trois nuits pour rassembler son monde.

Que Dieu vous garde Richard Prévost ! Où est votre bannière ?

Nous l'avons laissée dans Chaux, dans Chaux la jolie.

Où on a laissé cinq cents piètons pour garder la bannière.

Sur le pont de Valdoie nous rencontrons les messieurs.

Et tant piètons que cavaliers nous étions quinze mille.

Déchaussez-vous Coqs de Belfort, pour repasser la rivière.

Ceux qui ne repasseront pas le pont, repasseront dans la rivière.

Ils regardent en haut, ils regardent en bas, ne savent quel chemin prendre.

Ils ont pris à contrevau, du côté de la Croix de pierre.

Sur le pont des Ainans, nous avons repris nos biens.

Tous les porcs, tous les moutons, toute la bergerie.

Ils ont éperonné leurs chevaux gris pour sauter la barrière.

Un chapeau est tombé en arrière, nous voulions le leur rendre.

Tous les gens de Giromagny chantaient comme des anges.

Tous les gens de Sermamagny braillaient comme des chèvres.

S'ils avaient passé par Angeot et s'ils étaient revenus par Larivière,

Tous les enfants du Rosemont seraient devenus des seigneurs.